# Видали, Витторио
Витторио Видали (итал. Vittorio Vidali; известен под псевдонимами Карлос Контрерас, Энеа Сорменти, Якобо Гурвиц Цендер и Товарищ Карлос; 27 сентября 1900 — 9 ноября 1983) — итальянский политик-коммунист, агент Коминтерна и участник гражданской войны в Испании на стороне Второй республики. Депутат Палаты депутатов Италии от Итальянской коммунистической партии (1958-1963), Сенатор (1963-1968). В 1948-1954 — генеральный секретарь Коммунистической партии Триеста.

## Биография
Родился в городе Муджа в Австро-Венгрии, подростком присоединился к социалистическому движению в Триесте, затем стал одним из создателей Итальянской Коммунистической партии.
В 1922 году после прихода к власти фашистов Видали был изгнан из Италии и прибыл в СССР. Он был послан Коминтерном в Мексику, где стал возлюбленным фотографа и коммунистки Тины Модотти.  
Видали подозревают в убийстве в Мексике в 1929 году кубинского эмигранта-троцкиста Хулио Антонио Мельи, который также был возлюбленным Тины Модотти.
В 1936 году Коминтерн направил Видали в Испанию. Когда там началась гражданская война, то Видали возглавил коммунистический Пятый полк. 
Затем Видали вернулся в Мексику, где, как предполагается, в мае 1940 года принял участие в покушении на Троцкого. 
Видали вернулся в Италию в 1947 году, а в 1948 году стал генеральным секретарём Коммунистической партии Свободной территории Триест. С 1958 года он был членом парламента Италии от Триеста.